# Dinetia orientalis
Dinetia orientalis is een rondwormensoort uit de familie van de Draconematidae. De wetenschappelijke naam van de soort is voor het eerst geldig gepubliceerd in 2005 door Rho & Kim.